# یو نام-کیو
یو نام-کیو (انگلیسی: Yoo Nam-kyu؛ زادهٔ ۴ ژوئن ۱۹۶۸) یک بازیکن تنیس روی میز اهل کره جنوبی است.